# のしろ白神の道

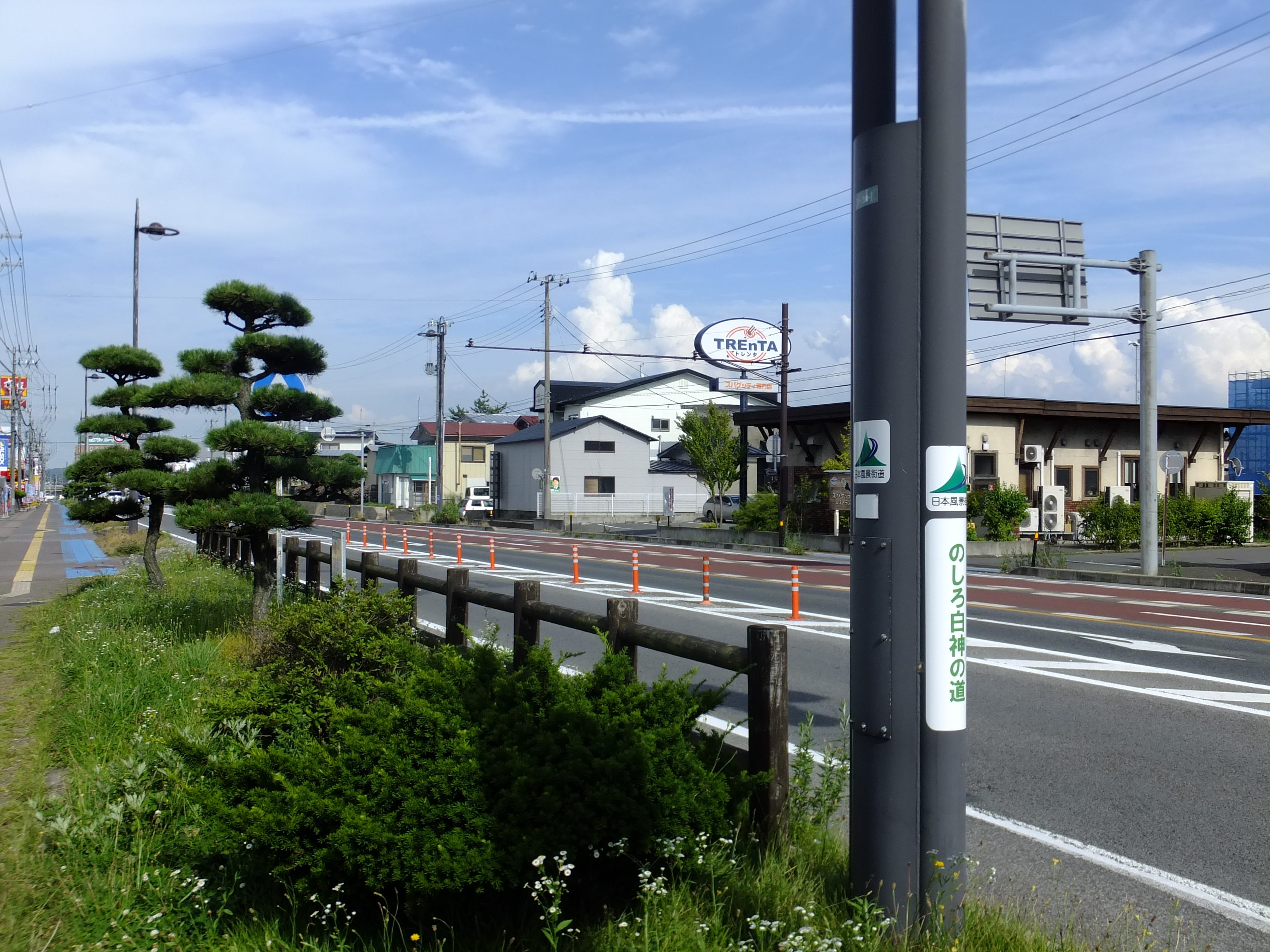
のしろ白神の道のステッカー標識

のしろ白神の道（のしろしらかみのみち）は、秋田県北地域の能代市周辺にある日本風景街道のひとつ。
この場合の街道とは特定の道を指すものではなく、その地域ならではの自然・文化を活かし、景観の向上・地域活性化・観光振興などを行う取り組みのこと。能代周辺の沿道を「歴史と文化の薫る風景街道」に育てていくことを、目的としている。

## 概要
国土交通省の日本風景街道に登録されたもので、2015年現在は東北に20ある風景街道のひとつ。国道7号や101号を中心とした、能代市周辺の地域。白神山地や風の松原などの自然のほか、能代市中心部の黒松並木やのしろまち灯りなどが見所。

## 沿道の見所
- 白神山地
- 手這坂のかやぶき集落
- 能代中心部の黒松並木
- 風の松原

## 沿道の行事
- のしろまち灯り・夏、のしろまち灯り・冬
  - 2007年から始まった。能代市内に廃食用油とスギ廃材を利用した「スギ灯り」を設置し、街なかのにぎわいづくりが目的[2]。
  - 冬は2015年は2月14日に開催[3]。

## エリア内の道の駅
- 道の駅はちもり
- 道の駅みねはま
- 道の駅ふたつい

## 活動主体
- のしろ白神ネットワーク - さつき会、上町すみれ会、NPO法人常盤ときめき隊、能代バイパス黒松友の会、秋田県立大学等9機関